# جام شهدا
جام شهدا تورنمنتی چهارجانبه و دوستانه بود که با همکاری سازمان لیگ فوتبال ایران و بنیاد شهید و امور ایثارگران برگزار می‌شد. این مسابقات هر دو سال یکبار برگزار می‌شد. این مسابقات با هدف پاس‌داشت و ادای احترام به کشته‌شدگان انقلاب اسلامی و جنگ ایران و عراق برگزار می‌شد. تیم تراکتور با ۲ قهرمانی پرافتخارترین باشگاه این مسابقات می‌باشد. آخرین قهرمان این مسابقات سایپا تهران بود که در سال ۱۳۹۸ با پیروزی در مقابل پرسپولیس و شاهین بوشهر به عنوان قهرمانی مسابقات دست یافت.

## روش برگزاری
این رقابت‌ها به صورت چهارجانبه و دوستانه بود و هر دو سال یک‌بار برگزار می‌شد. ورزشگاه برای انجام رقابت‌ها، توسط سازمان لیگ انتخاب می‌شد.
چهار تیم از تیم‌های موفق فصل گذشته فوتبال ایران، به این رقابت‌ها راه پیدا می‌کردند.

## قوانین مسابقات
- ۹۰ دقیقه وقت معمول مسابقه.
- ۳۰ دقیقه وقت اضافه در صورت لزوم.
- در صورتی‌که همچنان مسابقه مساوی بود، تیم برنده با ضربات پنالتی مشخص خواهد شد.
- هر تیم ۱۲ بازیکن ذخیره خواهد داشت.
- در طول مسابقه هر تیم اجازه ۵ تعویض دارند.
- در صورت کشیده شدن به وقت اضافه، یک تعویض دیگر نیز مجاز است.

## نتایج

### چهار تیم برتر هر دوره
| دوره | میزبان               | فینال   | فینال | فینال       | رده‌بندی  | رده‌بندی          | رده‌بندی     |
| دوره | میزبان               | قهرمان  | نتیجه | نایب قهرمان | مقام سوم | نتیجه            | مقام چهارم  |
| ---- | -------------------- | ------- | ----- | ----------- | -------- | ---------------- | ----------- |
| ۱۳۹۳ | تهران: تختی          | تراکتور | ۲–۱   | استقلال     | پیکان    | ۰–۰ (۴–۱ پنالتی) | ملوان       |
| ۱۳۹۴ | تهران: شهرقدس        | صبا     | ۱–۰   | پرسپولیس    | سایپا    | ۰–۰ (۳–۲ پنالتی) | ذوب‌آهن      |
| ۱۳۹۶ | تهران: تختی و شهرقدس | تراکتور | ۳–۰   | سایپا       | پدیده    | ۱–۱ (۴–۱ پنالتی) | پارس جنوبی  |
| ۱۳۹۸ | تهران: شهرقدس        | سایپا   | ۳–۱   | شاهین       | پرسپولیس | ۴–۰              | نیروی زمینی |

## آمار

### تیم‌های موفق جام
| تیم         | قهرمان         | نایب قهرمان | سوم      | چهارم    |
| ----------- | -------------- | ----------- | -------- | -------- |
| تراکتور     | ۲ (۱۳۹۳، ۱۳۹۶) |             |          |          |
| سایپا       | ۱ (۱۳۹۸)       | ۱ (۱۳۹۶)    | ۱ (۱۳۹۴) |          |
| صبا         | ۱ (۱۳۹۴)       |             |          |          |
| پرسپولیس    |                | ۱ (۱۳۹۴)    | ۱ (۱۳۹۸) |          |
| استقلال     |                | ۱ (۱۳۹۳)    |          |          |
| شاهین       |                | ۱ (۱۳۹۸)    |          |          |
| پیکان       |                |             | ۱ (۱۳۹۳) |          |
| پدیده       |                |             | ۱ (۱۳۹۶) |          |
| ملوان       |                |             |          | ۱ (۱۳۹۳) |
| ذوب‌آهن      |                |             |          | ۱ (۱۳۹۴) |
| پارس جنوبی  |                |             |          | ۱ (۱۳۹۶) |
| نیروی زمینی |                |             |          | ۱ (۱۳۹۸) |

### آقای گل‌های جام
| # | دوره | بازیکن          | باشگاه     | گل‌زده |
| - | ---- | --------------- | ---------- | ----- |
| ۱ | ۱۳۹۳ | آرش برهانی      | استقلال    | ۲     |
| ۱ | ۱۳۹۳ | فرشاد احمدزاده  | تراکتور    | ۲     |
| ۲ | ۱۳۹۴ | علی زینالی      | سایپا      | ۲     |
| ۲ | ۱۳۹۴ | امیر حسین صادقی | صبا        | ۲     |
| ۳ | ۱۳۹۶ | ارسلان مطهری    | پارس جنوبی | ۲     |
| ۳ | ۱۳۹۶ | فرزاد حاتمی     | تراکتور    | ۲     |
| ۴ | ۱۳۹۸ | محمدرضا سلیمانی | سایپا      | ۲     |

### مربیان قهرمان
| # | دوره | ملیت  | مربی قهرمان   | باشگاه  |
| - | ---- | ----- | ------------- | ------- |
| ۱ | ۱۳۹۳ | ایران | رسول خطیبی    | تراکتور |
| ۲ | ۱۳۹۴ | ایران | علی دایی      | صبا     |
| ۳ | ۱۳۹۶ | ایران | یحیی گل محمدی | تراکتور |
| ۴ | ۱۳۹۸ | ایران | ابراهیم صادقی | سایپا   |

### گلزنان
۴۴ گل در ۱۶ بازی به‌ثمر رسیده‌است (۲٫۷۵ در هر بازی).
۳ گل
- محمد قاضی
- فرشاد احمدزاده

۲ گل
- آرش برهانی
- علی زینالی
- امیر حسین صادقی
- امیرارسلان مطهری
- فرزاد حاتمی
- محمدرضا سلیمانی

۱ گل
- سعید دقیقی
- محسن دلیر
- رامین رضائیان
- مهدی طارمی
- جری بنگستون
- کاوه رضایی
- حامد شیری
- علی شجاعی
- ابراهیم صالحی
- امیررضا نصر آزادانی
- مهدی شریفی
- محمدرضا خلعتبری
- محمدمهدی نظری
- امید عالیشاه
- صادق بارانی
- عارف رستمی
- علی دهقان
- علی علیپور
- مهدی ترابی
- امیر روستایی
- محمد شریفی
- شهرام مولایی
- امیرحسین حسین‌زاده

۱ گل به خودی
- احمد نوراللهی (مقابل سایپا)